# Quan hệ Cộng hòa Séc – Việt Nam
Quan hệ Cộng hòa Séc – Việt Nam (tiếng Séc: Česko-vietnamské vztahy; tiếng Việt: Quan hệ Séc – Việt Nam) là mối quan hệ ngoại giao song phương giữa Cộng hòa Séc (trước đây là Tiệp Khắc) và Cộng hòa Xã hội chủ nghĩa Việt Nam.

## Lịch sử
Quan hệ ngoại giao giữa Tiệp Khắc và Việt Nam Dân chủ Cộng hòa được thiết lập vào ngày 2 tháng 2 năm 1950. Sau khi Tiệp Khắc tan rã vào ngày 1 tháng 1 năm 1993, cả Cộng hòa Séc và Slovakia đều kế thừa toàn bộ các mối quan hệ ngoại giao đã được thiết lập trước đó với Việt Nam.
Vào tháng 1 năm 2025, quan hệ song phương giữa Việt Nam và Cộng hòa Séc đã được nâng cấp lên đối tác chiến lược, đưa Việt Nam trở thành đối tác chiến lược đầu tiên của Séc tại Đông Nam Á, và ngược lại, Séc trở thành quốc gia Trung Âu đầu tiên có quan hệ đối tác chiến lược với Việt Nam. Thỏa thuận nâng cấp này được ký kết bởi Thủ tướng Việt Nam Phạm Minh Chính và Thủ tướng Séc Petr Fiala, nhân dịp kỷ niệm 75 năm thiết lập quan hệ ngoại giao giữa hai nước.

## Di cư

### Cộng đồng người Việt tại Cộng hòa Séc
Tính đến năm 2018, có khoảng 61.097 công dân Việt Nam có giấy phép cư trú hợp pháp tại Cộng hòa Séc, khiến người Việt trở thành một trong những cộng đồng người nhập cư lớn nhất, và là nhóm dân cư không thuộc châu Âu lớn nhất tại nước này.

### Cộng đồng người Séc tại Việt Nam
Theo thống kê dân số Việt Nam năm 2019 không công bố cụ thể số lượng công dân nước ngoài theo quốc tịch, chỉ ghi nhận tổng cộng 3.553 người nước ngoài. Theo một báo cáo của Ủy ban Đối ngoại Quốc hội Séc vào năm 2011, “cộng đồng người Séc tại Việt Nam hầu như chưa hình thành rõ rệt”.
Tuy nhiên, trong chiến dịch tiêm vaccine COVID-19 tại Việt Nam năm 2021, Đại sứ quán Séc tại Hà Nội đã tổ chức tiêm chủng cho gần 400 công dân Séc đang sinh sống tại Việt Nam.

## Kinh tế và thương mại
Trong những năm 2010, cả Việt Nam và Cộng hòa Séc đều xác định  là thị trường chiến lược của nhau, với mục tiêu đạt 1 tỷ USD kim ngạch thương mại hai chiều trong tương lai gần. Tính đến năm 2015, Việt Nam xuất khẩu sang Séc các mặt hàng như thủy sản, cà phê, chè, hạt tiêu, trong khi Séc xuất khẩu sang Việt Nam các sản phẩm công nghiệp như máy móc chính xác, thiết bị hóa dầu, hàng kỹ thuật và năng lượng.
Một trong những doanh nghiệp Séc hoạt động thành công tại Việt Nam là Home Credit – công ty tài chính tiêu dùng lớn, từng thuộc sở hữu của PPF Group. Đến tháng 2 năm 2024, PPF đã bán lại Home Credit cho Ngân hàng Siam Commercial của Thái Lan.
Nhiều tập đoàn công nghiệp quốc phòng lớn của Séc như Czechoslovak Group, Colt CZ Group, Omnipol, STV Group và Aero Vodochody cũng đã xuất khẩu máy bay, vũ khí, khí tài quân sự sang Việt Nam, trong bối cảnh hai nước cùng xem hợp tác quốc phòng là một trong những trụ cột quan trọng của quan hệ song phương.
Trong chuyến thăm chính thức tới Cộng hòa Séc tháng 1 năm 2025, Thủ tướng Phạm Minh Chính đã gặp Tổng Giám đốc Skoda Group – ông Klaus Zellmer, người đánh giá rằng Việt Nam là "cánh cổng chiến lược" mở ra thị trường ASEAN và có tiềm năng trở thành trung tâm sản xuất – xuất khẩu ô tô của Skoda trong khu vực. Ngoài ra, Thủ tướng cũng có buổi làm việc với ông Pavel Tykač, chủ sở hữu của Tập đoàn Sev.en Energy và CLB bóng đá SK Slavia Praha, người bày tỏ mong muốn phía Việt Nam đẩy nhanh tiến trình phê duyệt việc mua lại cổ phần chi phối nhà máy nhiệt điện Mông Dương 2 theo hình thức BOT. Ông cũng kêu gọi Tập đoàn PPF – do Jiri Smejc điều hành – tiếp tục tái đầu tư vào Việt Nam.
Theo một thỏa thuận ký kết trong chuyến thăm này, các học viên phi công của Học viện Hàng không Vietjet sẽ được cử sang Cộng hòa Séc để đào tạo theo tiêu chuẩn châu Âu, thông qua chương trình Multi-Crew Pilot License do công ty F Air đảm nhận.

## Cơ quan ngoại giao
- Cộng hòa Séc có Đại sứ quán tại Hà Nội và một Lãnh sự danh dự tại Thành phố Hồ Chí Minh.
- Việt Nam có Đại sứ quán tại Praha, thủ đô Cộng hòa Séc.